# Château de Monsures
Le château de Monsures est situé sur la commune de Monsures, dans le département de la Somme.

## Historique
Il ne reste que la porte principale de l'ancienne forteresse, encadrée par deux tours, dont la construction est attribuée au XIIIe ou au XIVe siècle. Cette forteresse fut au moyen-âge la possession de la famille de Monsures, puis, par mariage au XVe siècle, celle de la famille Gourlé. 
Au XVIe siècle, la seigneurie de Monsures passe, toujours par mariage, à la famille Tiercelin de Brosses. Vers le milieu du XVIIe siècle, cette famille fait édifier une nouvelle demeure correspondant au corps de logis central du château actuel. Cette demeure se transmet par mariages successivement aux familles de Bourdin, de Chassepot et de Couronnel.
Durant la première décennie du XIXe siècle, Claire Blanche de Chassepot et son époux André de Couronnel font restaurer, agrandir et redécorer .le château par l'architecte amiénois Sénéchal.
En 1912, il passe à la famille Morel de Foucaucourt, après l'acquisition par le baron Édouard Morel de Foucaucourt. Après la mort de celui-ci, en 1929, le domaine passe à son fils, le baron Jean Morel de Foucaucourt, inspecteur général des finances,. Grand voyageur et aviateur, il fait installer une piste d’atterrissage derrière le château pour son avion personnel. Il y organise également chaque année un rallye aérien très couru.

### Protection
Le monument fait l’objet d’une double inscription au titre des monuments historiques : une première inscription portant sur les restes du château datée du 18 mai 1926 et la deuxième portant sur les façades et toitures datée du 16 décembre 1970.

## Jardin
Le château possède un jardin d'agrément pré-inventorié.